# Le 22 à Asnières

Illustration représentant Fernand Raynaud dans ce sketch.

Le 22 à Asnières est un sketch de l'humoriste Fernand Raynaud,, interprété pour la première fois en 1955.
Il met en scène le retard des télécommunications téléphoniques françaises dans les années 1950 et 1960,.
Ce sketch fait référence à la ville d'Asnières-sur-Seine, et aurait été écrit dans le café « À l'ancienne poste », à Gennevilliers, fréquenté dans les années 1950-1960 par l'auteur, qui habitait la rue Jules-Larose, toute proche. La primauté de l'idée a toutefois été attribuée au sketch « Le taxiphone » de l'humoriste Jean Schoubert.

## Synopsis

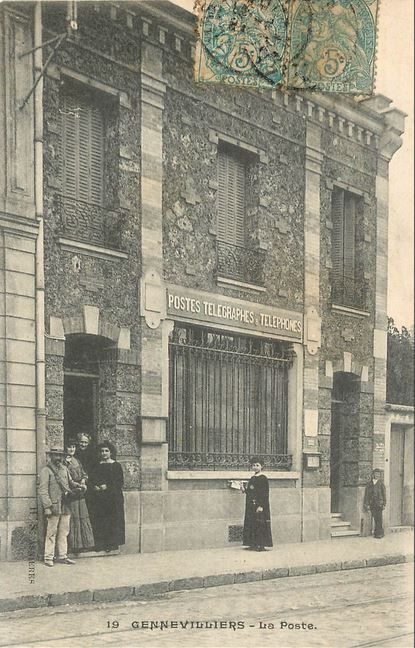
Bureau de poste à Gennevilliers.

Le sketch se déroule à une époque où il y avait peu de lignes téléphoniques à domicile en France. Pour la plupart des gens, passer un appel exigeait de se rendre à un bureau de poste et faire la demande d'un numéro. Quand la standardiste obtenait le numéro demandé, elle vous passait la communication dans une cabine.
Fernand, le personnage principal, se présente donc à un bureau de poste, probablement situé en région parisienne, et s'adresse à une opératrice, lui demandant une communication avec le numéro de téléphone 22 à Asnières-sur-Seine. Celle-ci semble s'exécuter, de mauvaise grâce, mais laisse le client en attente.
Au terme de plusieurs tentatives infructueuses au cours desquelles d'autres usagers obtiennent sans difficulté une communication avec des pays étrangers, Fernand change d'avis et demande une communication avec New-York, qu'il obtient immédiatement. Une fois en ligne avec les États-Unis, il demande alors, ce qui forme la chute du sketch : « Passez-moi le 22 à Asnières ! ».

## Postérité
Le « Café de l'ancienne poste » existe toujours. Des décennies plus tard, ce sketch est encore évoqué lors de dysfonctionnements des télécommunications en France, et plus généralement de la technologie mise en place par le service public.
Il a inspiré le one-man-show L’Ésotérisme du 22 à Asnières de Pierre Cleitman, qui éclaire notre désorientation et notre solitude au sein d’un monde désormais hyperconnecté,,.